# إدارة التكنولوجيا

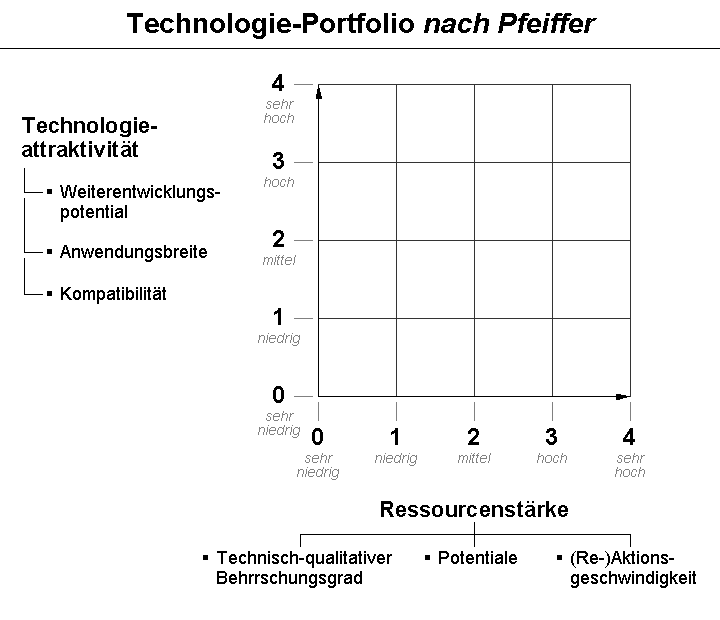
هيكل التكنولوجيا حسب مخطط فايفر

يتم تعيين إدارة تكنولوجيا إدارة التخصصات التي يسمح لمنظمات لإدارة الأساسية التكنولوجية لخلق ميزة تنافسية. المفاهيم النمطية المستخدمة في إدارة التكنولوجيا هي إستراتيجية التكنولوجيا (منطق أو دور التكنولوجيا في المنظمة)، والتنبؤ بالتكنولوجيا (التعرف على التكنولوجيات ذات الصلة المحتملة للمنظمة، ربما عن طريق التكنولوجيا الكشافة) وفتح التكنولوجيا (تكنولوجيات رسم الخرائط ذات الصلة باحتياجات الأعمال التجارية والأسواق) وحافظة مشاريع التكنولوجيا (مجموعة من المشاريع قيد التطوير) واستثمارات التكنولوجيا (مجموعة من التكنولوجيات المستخدمة).
هو فهم دور وظيفة إدارة التكنولوجيا في مؤسسة قيمة تكنولوجيا معينة للمنظمة. التطور المستمر للتكنولوجيا قيمة ما دام هناك قيمة للعملاء ولذلك ينبغي أن يكون وظيفة إدارة التكنولوجيا في مؤسسة قادرة على القول متى الاستثمار في تطوير التكنولوجيا ومتى بالانسحاب.
يمكن أيضا تعريف إدارة التكنولوجيا المتكاملة التخطيط والتصميم، والأمثل، العملية ومراقبة المنتجات التكنولوجية والعمليات والخدمات، وسيكون وضع تعريف أفضل إدارة استخدام التكنولوجيا لمصلحة البشرية.
 رابطة للتكنولوجيا والإدارة، وتطبيق الهندسة  تعرف إدارة التكنولوجيا كمجال معنية بالإشراف على الموظفين عبر الطيف الفني ومجموعة متنوعة من النظم التكنولوجية المعقدة. عادة ما تشمل برامج إدارة تكنولوجيا التعليم في إنتاج وإدارة عمليات إدارة المشاريع، تطبيقات الحاسوب، مراقبة الجودة والسلامة والقضايا الصحية، الإحصاءات، ومبادئ الإدارة العامة.
ربما يكون الإدخال الأكثر حجية لفهمنا للتكنولوجيا هي نظرية انتشار الابتكارات نمواً في النصف الأول من القرن العشرين. ويقترح أن جميع الابتكارات تتبع نمطاً مماثلاً نشر-أفضل المعروفة اليوم في شكل منحنى "s" رغم أصلاً يستند مفهوم توزيع القياسية للشركات التي تبنته. بعبارات عامة تقترح منحنى "s" أربع مراحل دورة الحياة التكنولوجيا- الناشئةو النموو النضج و الشيخوخة.
تقترن هذه المراحل الأربع لمستويات متزايدة من قبول الابتكار، أو في حالتنا تكنولوجيا جديدة. وقد تم افترض منحنى عكسي-الذي يتوافق مع انخفاض تكلفة الوحدة الواحدة-في الآونة الأخيرة للعديد من التكنولوجيات. هذا ربما لا يكون صحيحاً عالمياً مع للحصول على معلومات كانت التكنولوجيا فيها جزء كبير من التكلفة في المرحلة الأولية من توقعات معقولة.
هو الإسهام الرئيسي الثاني في هذا المجال كارنيجي ميلون الإمكانية نضج نموذج. ويقترح هذا النموذج أن سلسلة من قدرات التدريجي يمكن تحديدها كمياً من خلال مجموعة من الاختبارات العتبة. تحدد هذه التجارب ريبيتابيليتيو تعريفو الإدارة و التحسين. النموذج تشير إلى أن أي منظمة السيطرة على مستوى واحد قبل أن يتمكن من المضي قدما التالي.
الإسهام الكبير الثالث يأتي من شركة غارتنر-دائرة البحوث، وهو دورة من الضجيج، وهذا يوحي بأن نهجنا الحديثة لتسويق التكنولوجيا يؤدي إلى التكنولوجيا التي لفقت أكثر في المراحل المبكرة للنمو.
مجتمعة توفر هذه المفاهيم أساسا لإضفاء الطابع الرسمي على النهج المتبع في إدارة التكنولوجيا.